# HelloYouth
HelloYouth（ハローユース）は、日本の女性アイドルグループ。福岡県を拠点に活動しているローカルアイドル。IQプロジェクト（Uniiique系列）所属。

## 略歴

### 概要
九州を拠点に展開している、IQプロジェクト（Uniiiqueエンターテインメント、旧ジョブ・ネット）傘下の女性アイドルグループ。キャッチコピーは『始まる青春』。

### 結成
結成の背景は、福岡県を拠点とする女性アイドルグループ「LinQ」(リンク）の活動などで知られるプロダクション『ジョブ・ネット』が、再活性化の目的で新たなアイドル部門の構築を目指し、2017年6月にアイドル九州プロジェクト（通称:IQプロジェクト）を設立。大所帯であったLinQを一旦解体し再編成を行った。その一環で、『LinQに対抗できる新グループ』として創設したユニットが「HelloYouth」(ハローユース）である。 
経緯は、翌2018年4月、ジョブ・ネットの研究生部門を「IQプロジェクト研究生」とリニューアルして新メンバー昇格オーディションを実施。同年7月29日に合格者達による新ユニット結成の概要が発表され、当グループの「HelloYouth」が誕生した。また、ロックバンド「175R」のベーシスト・ISAKICKを、専任のサウンドプロデューサーに迎えている。

### デビュー以降
以降、LinQに次ぐ姉妹グループとして九州を中心に活動。2019年にシングルデビューを果たし、東京方面にも進出。翌2020年にはミニアルバムをリリースしている。
2021年7月18日、3周年記念ワンマンライブ「Popping session」にて、新たにリーダー制度の導入を発表し大島向葵が就任。そして新メンバー矢野亜月が加入して7人体制が復活し、4年目に向け新たなスタートを切った。
2022年6月、結成以来センターを務めていた田仲笑茉がグループを脱退。そして同11月6日、2期生の矢野亜月が体調不良と学業専念の事情で降板し、グループは歴代最少の5人体制に。さらに2023年2月、オリジナルメンバー花城玲奈が卒業し更なる減少が懸念されたが、同時期に昇格メンバー5人が増員され歴代最多の9人体制で活動する。
2024年10月、副リーダーを務めていた最年長のオリジナルメンバー藤咲まりなが卒業。事務所には残留し、副リーダーは3期生の海月らんが引き継ぐ。
2025年5月、3年ぶりのアルバム『僕らは全力で青春やってんだ！』をリリース。同名の全国ツアーを開催。8月、3期生・白雪夢乃が降板。

## メンバー

### 現ラインナップ
| 名前                     | 生年月日               | 出身地        | 加入期 | カラー及び担当柄ー | デビュー  | 備考                                                                                 |
| ------------------------ | ---------------------- | ------------- | ------ | ------------------ | --------- | ------------------------------------------------------------------------------------ |
| 大島向葵 おおしま あおい | 2000年1月31日（25歳）  | 福岡県        | 1期    | 黄 ペイズリー柄    | （結成）  | 初代リーダー 血液型:B型                                                              |
| 大葉みらい おおば みらい | 2004年12月3日（20歳）  | 福岡県        | 1期    | 青 迷彩柄          | （結成）  | 血液型:B型                                                                           |
| 平松聖菜 ひらまつ せいな | 2004年1月15日（21歳）  | 長崎県        | 1期    | 赤 牛柄            | （結成）  | センター 血液型:O型                                                                  |
| 海月らん かいづき らん   | 2006年5月20日（19歳）  | 長崎県 福岡県 | 3期    | 緑                 | 2023年2月 | IQP研究生（4th公演期）より昇格 2代目副リーダー、姉はLinQの海月らな CONNECT事業部所属 |
| 彩木美沙 さいき みさ     | 2009年4月16日（16歳）  | 熊本県        | 3期    | 水色               | 2023年2月 | IQP研究生（4th公演期）より昇格 LinQKIDS出身、現メンバー最年少                        |
| 槙宮令乃 まきみや れの   | 2007年12月26日（17歳） | 福岡県        | 3期    | オレンジ           | 2023年2月 | IQP研究生（4th公演期）より昇格                                                       |
| 宇咲妃奈乃 うさき ひなの | 2006年7月3日（19歳）   | 長崎県        | 3期    | 紫                 | 2023年2月 | IQP研究生（4th公演期）より昇格 元flap-clap                                           |

### 旧メンバー
- 小嶋ひより（こじま ひより、2002年8月25日生・O型、熊本県出身） – 結成 - 2019年12月降板。1期生。元BudLaB初期メンバー。
- 田仲笑茉（たなか えま、1999年8月3日生・B型、佐賀県出身） – 結成 - 2022年6月26日脱退。1期生。初代センター。レオパード柄担当。
- 矢野亜月（  やの あつき、2005年7月18日生・A型、福岡県出身） – 2021年9月12日デビュー - 2022年11月6日降板。2期生。水玉柄担当。
- 花城玲奈（  はなしろ れいな、1999年9月30日生・O型、長崎県出身） – 結成 - 2023年2月5日卒業。1期生。花柄担当。
- 藤咲まりな（  ふじさき まりな、1997年11月18日生・B型、佐賀県嬉野市出身） – 結成 - 2024年10月27日卒業。1期生。チェック柄担当。
- 白雪夢乃（  しらゆき ゆめの、2006年2月28日生、福岡県出身） – 2023年2月18日デビュー - 2025年8月8日降板。IQP研究生（4th公演期）昇格、3期生。

## ディスコグラフィ
レーベルは「IQP Records」

### シングル・アルバム
| 種別         | タイトル                     | 発売日         | 収録曲 | 収録曲                                | 収録曲                    | 収録曲               | 収録曲               | 収録曲           | 備考                                                           |
| 種別         | タイトル                     | 発売日         | 曲名   | 曲名                                  | 作詞                      | 作曲                 | 編曲                 | 振付             |                                                                |
| ------------ | ---------------------------- | -------------- | ------ | ------------------------------------- | ------------------------- | -------------------- | -------------------- | ---------------- | -------------------------------------------------------------- |
| シングル     | ハニー                       | 2019年11月23日 | 1      | ハニー                                | MEMIcream                 | ISAKICK 吹野クワガタ | ISAKICK 吹野クワガタ | SO (Be Bop Crew) |                                                                |
| シングル     | ハニー                       | 2019年11月23日 | 2      | ハッピーライフ                        | SHOGO                     | SHOGO                | SHOGO                |                  |                                                                |
| シングル     | ハニー                       | 2019年11月23日 | 3      | ハニー - instrumental                 | －                        | ISAKICK 吹野クワガタ | ISAKICK 吹野クワガタ |                  |                                                                |
| ミニアルバム | Jump Up!                     | 2020年2月26日  | 1      | youthless                             | 箪笥でぃす子              | ISAKICK 吹野クワガタ | ISAKICK 吹野クワガタ |                  | パンクアルバム                                                 |
| ミニアルバム | Jump Up!                     | 2020年2月26日  | 2      | 私のいない、この教室                  | MEMIcream                 | ISAKICK 吹野クワガタ | ISAKICK 吹野クワガタ |                  | パンクアルバム                                                 |
| ミニアルバム | Jump Up!                     | 2020年2月26日  | 3      | アドバンテージ                        | Lana Oropeza              | ISAKICK 吹野クワガタ | ISAKICK 吹野クワガタ |                  | パンクアルバム                                                 |
| ミニアルバム | Jump Up!                     | 2020年2月26日  | 4      | おとなになれない                      | MEMIcream                 | 奈良悠樹             | 奈良悠樹             |                  | パンクアルバム                                                 |
| ミニアルバム | Jump Up!                     | 2020年2月26日  | 5      | 異端パイオニア                        | 箪笥でぃす子              | ISAKICK 吹野クワガタ | ISAKICK 吹野クワガタ |                  | パンクアルバム                                                 |
| ミニアルバム | Jump Up!                     | 2020年2月26日  | 6      | 揺れる                                | MEMIcream                 | ISAKICK 吹野クワガタ | ISAKICK 吹野クワガタ |                  | パンクアルバム                                                 |
| ミニアルバム | Jump Up!                     | 2020年2月26日  | 7      | ナナイロユース                        | 箪笥でぃす子              | 柏原収史             | 柏原収史             |                  | パンクアルバム                                                 |
| ミニアルバム | Jump Up!                     | 2020年2月26日  | 8      | ハッピーライフ                        | SHOGO                     | SHOGO                | ISAKICK 奈良悠樹     |                  | パンクアルバム                                                 |
| ミニアルバム | Smile Rush!                  | 2020年2月26日  | 1      | 波乗りざぶ～ん                        | 箪笥でぃす子              | ISAKICK 吹野クワガタ | ISAKICK 吹野クワガタ |                  | ポップアルバム                                                 |
| ミニアルバム | Smile Rush!                  | 2020年2月26日  | 2      | やっぱり、スキだ。                    | MEMIcream                 | ISAKICK 吹野クワガタ | ISAKICK 吹野クワガタ |                  | ポップアルバム                                                 |
| ミニアルバム | Smile Rush!                  | 2020年2月26日  | 3      | ポジなガールズディ                    | 箪笥でぃす子              | ISAKICK 吹野クワガタ | ISAKICK 吹野クワガタ | SO (Be Bop Crew) | ポップアルバム                                                 |
| ミニアルバム | Smile Rush!                  | 2020年2月26日  | 4      | 甘いテレパシー                        | MEMIcream                 | ISAKICK 吹野クワガタ | ISAKICK 吹野クワガタ |                  | ポップアルバム                                                 |
| ミニアルバム | Smile Rush!                  | 2020年2月26日  | 5      | パリトゥナイト                        | 箪笥でぃす子              | ISAKICK 吹野クワガタ | ISAKICK 吹野クワガタ |                  | ポップアルバム                                                 |
| ミニアルバム | Smile Rush!                  | 2020年2月26日  | 6      | さくらのとき                          | MEMIcream                 | ISAKICK 吹野クワガタ | ISAKICK 吹野クワガタ |                  | ポップアルバム                                                 |
| ミニアルバム | Smile Rush!                  | 2020年2月26日  | 7      | ハニー                                | MEMIcream                 | ISAKICK 吹野クワガタ | ISAKICK 吹野クワガタ |                  | ポップアルバム                                                 |
| ミニアルバム | Smile Rush!                  | 2020年2月26日  | 8      | Harry Party                           | MEMIcream                 | ISAKICK 吹野クワガタ | ISAKICK 吹野クワガタ | 高田あゆみ       | ポップアルバム                                                 |
| EP           | self COLORS                  | 2020年11月28日 | 1      | PARTY 人生                            | MEMIcream                 | ISAKICK 吹野クワガタ | ISAKICK 吹野クワガタ |                  |                                                                |
| EP           | self COLORS                  | 2020年11月28日 | 2      | だって夏ですもん！                    | 村カワ 基成               | 村カワ 基成          | 村カワ 基成          | KaKo             |                                                                |
| EP           | self COLORS                  | 2020年11月28日 | 3      | Hello Summer                          | Nobara Kaede              | ISAKICK 吹野クワガタ | ISAKICK 吹野クワガタ |                  |                                                                |
| EP           | self COLORS                  | 2020年11月28日 | 4      | stay happy                            | HelloYouth ファンの皆さん | ISAKICK 吹野クワガタ | ISAKICK 吹野クワガタ |                  |                                                                |
| EP           | self COLORS                  | 2020年11月28日 | 5      | 星空リライティ                        | Nobara Kaede              | ISAKICK 吹野クワガタ | ISAKICK 吹野クワガタ |                  |                                                                |
| EP           | self COLORS                  | 2020年11月28日 | 6      | Snow Flake                            | Nobara Kaede              | ISAKICK 吹野クワガタ | ISAKICK 吹野クワガタ | KaKo             |                                                                |
| フルアルバム | Nuff said.                   | 2022年3月23日  | 1      | youth load(OPSE)                      | －                        | ISAKICK 吹野クワガタ | ISAKICK 吹野クワガタ |                  | CD版とエムカード版の2種類 「恋愛アナグラム」は田仲笑茉のソロ曲 |
| フルアルバム | Nuff said.                   | 2022年3月23日  | 2      | PARADE                                | ジツカワショウ            | ISAKICK 吹野クワガタ | ISAKICK 吹野クワガタ |                  | CD版とエムカード版の2種類 「恋愛アナグラム」は田仲笑茉のソロ曲 |
| フルアルバム | Nuff said.                   | 2022年3月23日  | 3      | スクーターガール                      | MEMIcream                 | ISAKICK 吹野クワガタ | ISAKICK 吹野クワガタ | KaKo             | CD版とエムカード版の2種類 「恋愛アナグラム」は田仲笑茉のソロ曲 |
| フルアルバム | Nuff said.                   | 2022年3月23日  | 4      | やっぱ夏ですもん！～とりま百道でBBQ～ | 村カワ 基成               | 村カワ 基成          | 村カワ 基成          |                  | CD版とエムカード版の2種類 「恋愛アナグラム」は田仲笑茉のソロ曲 |
| フルアルバム | Nuff said.                   | 2022年3月23日  | 5      | The Law of Youth                      | 蒼月まりか                | 奈良悠樹             | 奈良悠樹             |                  | CD版とエムカード版の2種類 「恋愛アナグラム」は田仲笑茉のソロ曲 |
| フルアルバム | Nuff said.                   | 2022年3月23日  | 6      | 青                                    | 西野恵未                  | 西野恵未             | 西野恵未             |                  | CD版とエムカード版の2種類 「恋愛アナグラム」は田仲笑茉のソロ曲 |
| フルアルバム | Nuff said.                   | 2022年3月23日  | 7      | 僕らの唄                              | chelu                     | ISAKICK 吹野クワガタ | ISAKICK 吹野クワガタ | HelloYouth       | CD版とエムカード版の2種類 「恋愛アナグラム」は田仲笑茉のソロ曲 |
| フルアルバム | Nuff said.                   | 2022年3月23日  | 8      | 恋愛アナグラム                        | Nobara Kaede              | ISAKICK 吹野クワガタ | ISAKICK 吹野クワガタ |                  | CD版とエムカード版の2種類 「恋愛アナグラム」は田仲笑茉のソロ曲 |
| フルアルバム | Nuff said.                   | 2022年3月23日  | 9      | 猫目ターゲット                        | MEMIcream                 | ISAKICK 吹野クワガタ | ISAKICK 吹野クワガタ | KaKo             | CD版とエムカード版の2種類 「恋愛アナグラム」は田仲笑茉のソロ曲 |
| フルアルバム | Nuff said.                   | 2022年3月23日  | 10     | 満点サマーナイト                      | nobara kaede              | ISAKICK 吹野クワガタ | ISAKICK 吹野クワガタ | KaKo             | CD版とエムカード版の2種類 「恋愛アナグラム」は田仲笑茉のソロ曲 |
| フルアルバム | Nuff said.                   | 2022年3月23日  | 11     | 終われない夢                          | nobara kaede              | ISAKICK              | ISAKICK 吹野クワガタ | KaKo             | CD版とエムカード版の2種類 「恋愛アナグラム」は田仲笑茉のソロ曲 |
| フルアルバム | Nuff said.                   | 2022年3月23日  | 12     | 仰げば尊し - HelloYouth Ver.          | 不詳                      | 不詳                 |                      |                  | CD版とエムカード版の2種類 「恋愛アナグラム」は田仲笑茉のソロ曲 |
| デジタルEP   | 青春カーニバル               | 2023年7月29日  | 全3曲  | 全3曲                                 | 全3曲                     | 全3曲                | 全3曲                | 全3曲            |                                                                |
| ミニアルバム | 僕らは全力で青春やってんだ！ | 2025年5月21日  | 全7曲  | 全7曲                                 | 全7曲                     | 全7曲                | 全7曲                | 全7曲            |                                                                |

### 映像
- 1stワンマンLIVE『Hello!!!!!!!～始まる青春～』(2018年12月24日、DVD)

### その他
o沼軍団
- チームテーマ曲「ONGD」（楽曲提供：柏原収史）

## 出演
※主にレギュラー準レギュラー・特別出演のみ記載 

### テレビ
- #タグるヨル（KBCテレビ、2020年4月10日 - ） - 大島向葵
- IQゼロガール（TVQ） - レッスン様子やPopping sessionの密着があった

### ドラマ
- 特撮ドラマ 「ドゲンジャーズ」
  - シーズン3 ドゲンジャーズハイスクール（2022年4月10日 - 6月26日、KBCテレビ / TOKYO MX / KKB鹿児島放送） - HelloYouth各選抜メンバー：端役、エキストラなど

### 映画
- 短編『喝采は聞こえない』（2025年4月6日公開、別府短編映画制作プロジェクト） - 大葉みらい

### オリジナルビデオ
- 『フェノメノン』シリーズ（ROSENFILM） - 大葉みらい：比露美 役
  - フェノメノン（2022年7月3日公開、BSフジ）[17]
  - フェノメノン-interlude-（2023年9月6日先行公開、Amazon Prime Video）
  - フェノメノン-unison-（2024年4月14日先行公開、Amazon prime Video）
  - フェノメノン-extra-（2025年3月14日先行公開、Amazon prime Video）

### アニメ
- 映画『マイ・エレメント』（2023年8月4日公開、ディズニー&ピクサー） - 大島向葵：ドリンクの売り子 役（声の吹き替え）

### ラジオ
- トキヲイキルとHelloYouthのAfternoon Jockey（FM佐賀、2020年6月 - ） - 週替わり出演
- わたしたちの！ さがけーば学校！（FM佐賀、2022年5月、6月限定）[18][19] - 藤咲まりな、花城玲奈
- 仲谷一志・下田文代のよなおし堂（RKBラジオ、2022年10月 - 2023年3月） - 藤咲まりな（火曜日コーナーレギュラー）
- 藤咲まりなの 週末は、さがけいば！（FM佐賀、2023年5月 - ） - 藤咲まりな

### 舞台
- きしPこくーん
  - 旗揚げ公演『冥土inシェアハウス』（2023年9月13日 - 17日、福岡ぽんプラザホール） - 大葉みらい、日替わりゲスト：藤咲まりな
  - 第2回公演『拝啓おふくろさんとDEVILちゃん』（2025年6月25日 - 29日、福岡ぽんプラザホール） - 日替わりゲスト：平松聖菜、槙宮令乃